# 武关郡
武关郡，中国南北朝时设置的郡。
西魏废帝改东弘农郡（东恒农郡）置武关郡，北周沿置，治所在武关县（今河南西峡县东南、内乡县西），隶属于荆州。《元和郡县志·卷二十一》记载 “因武陶戍置郡。”下辖雉阳县、滍阳县二县。辖境相当今河南省西峡县、内乡县和淅川县部分地区。隋文帝开皇三年（583年）废武关郡，属县直属荆州。